# Сандвайлер (комуна)
Сандвайлер (люксемб. Sandweiler, фр. Sandweiler, нім. Sandweiler) — комуна Люксембургу. Входить до складу кантону Люксембург в окрузі Люксембург.

## Географія
Площа території комуни становить 7,73 км² (110-е місце за цим показником серед 116 комун Люксембургу).
Висота найвищої точки комуни над рівнем моря становить 383 метрів (76-е місце за цим показником серед комун країни), найнижчої — 294 метрів (100-е місце).

## Демографія
Станом на 2011 рік на території комуни мешкало 3 194 ос.
Динаміка чисельності населення:

## Адміністративний поділ
До складу комуни входять такі поселення:
| Поселення  | Населення за даними переписів: | Населення за даними переписів: | Населення за даними переписів: |
| Поселення  | на 31.03.1981                  | на 01.03.1991                  | на 15.02.2001                  |
| ---------- | ------------------------------ | ------------------------------ | ------------------------------ |
| Фіндель    | 152                            | 117                            | 103                            |
| Сандвайлер | 1 876                          | 1 895                          | 2 474                          |